# Соборная улица (Винница)
Собо́рная у́лица (укр. Соборна вулиця) — главная улица Винницы.
Длина — 1,6 км, направление — с востока на запад. Начинается от реки Южный Буг, проходит через центр города, и заканчивается площадью Гагарина. Часть улицы покрыта брусчаткой — от перекрестка с улицей Козицкого до перекрёстка с улицей Хлебная, остальная часть покрыта асфальтом.

## Исторические названия
- Почтовая улица — до 1910 года
- Николаевский проспект (1910—1921)
- улица Ленина (1921—1941)
- Украинский проспект (1941—1944)
- улица Ленина (1944—1996)
- Соборная улица (с 1996)

## История
Улица создана в начале XIX века, когда начал активно застраиваться правый берег реки. Старая Винница полностью располагалась на левом берегу, а на правом была только «Юридика» — комплекс храмовых католических сооружений. Заканчивалась улица базаром и местностью, которая называлась Калича (возле нынешнего Универмага). Существует две версии этого названия, первая — от большого количества калек, которые просили милостыню на базаре, вторая — от ручейка, который там протекал и замерзая зимой, препятствовал нормальному передвижению людей и лошадей.

## Значимые здания и учреждения
- Свято-Преображенский кафедральный собор (Винница)
- Муры (Винница)
- Костёл Святой Девы Марии Ангельской № 12.
- Государственный архив Винницкой области № 17, располагается в бывшем здании Иезуитского монастыря.